# Syspasis rufina
Syspasis rufina är en stekelart som först beskrevs av Johann Ludwig Christian Gravenhorst 1820.  Syspasis rufina ingår i släktet Syspasis och familjen brokparasitsteklar. Arten är reproducerande i Sverige. Inga underarter finns listade i Catalogue of Life.